# C-Bra
C-Bra war eine österreichische Pop-Girlgroup, die von 1998 bis 2000 existierte.

## Bandgeschichte
Die Gruppe C-Bra wurde 1998 durch Produzent David Bronner gegründet und bestand aus den vier Sängerinnen Valérie Sajdik, Elke Kaufmann, Kim Lone und Sarah Martin (eig. Martina Lintner) aus Graz bzw. Wien. Alle Bandmitglieder waren zum Zeitpunkt der Bandgründung zwischen 20 und 22 Jahre alt. Im Dezember 1998 verließ Elke Kaufmann die Band und wurde durch die Schweizerin Tanja Hilber ersetzt. Bereits im Jahr 2000 wurde C-Bra aufgelöst.
Der Bandname ist ein Wortspiel und bezieht sich einerseits auf den BH mit Körbchengröße C, unter dem für die Gruppe „die Musik [beginnt], dort ist der Bauch.“ Andererseits steht C-Bra für englisch Zebra, so erklärte Valérie Sajdik, dass das Zebra das symbolisiere, „was wir sind. Zebras sind sehr freiheitsliebend, haben aber auch ein sehr ausgeprägtes Sozialverhalten. Sie können sehr schwer gebändigt werden und sind zügellos. Die Streifen sind wie ein Fingerabdruck eines Menschen, sie sind individuell.“ In der Presse wurde C-Bra häufig mit den Spice Girls verglichen und als „Girlie-Band“ und „so etwas wie die österreichische Antwort auf die Spice Girls“ bezeichnet.
Erste Auftritte absolvierte die neugegründete Gruppe unter anderem während der Fußball-WM-Übertragung auf dem Dornbirner Messegelände, der Ö3-Beach-Mania im Waldbad Feldkirch-Gisingen und dem Premiere-Fest in Wels. C-Bra traten am 17. April 1999 im Rahmen des Benefiztags für Kosovo-Flüchtlinge (Nachbar in Not – Kosovo: Österreicher helfen) auf, der von ORF 2 15 Stunden lang live gesendet wurde. Einer der letzten Auftritte C-Bras fand Ende Oktober 2000 im Rahmen der Charity-Veranstaltung pop4kidz statt, die vom ORF übertragen wurde.
Die erste Single der Gruppe Make Up Your Mind erschien im August 1998 und konnte sich auf Platz 19 der österreichischen Charts platzieren. Auch Love You Today, erschienen im April 1999, und das als potenzieller Sommerhit 1999 gehandelte Tony-Esposito-Cover Papa Chico waren Charterfolge. Weitere Singles konnten sich nicht mehr in den Charts platzieren. Das Debütalbum der Gruppe Mind Your Make Up, ein ironisches Wortspiel mit dem Titel der ersten Singleauskopplung, erschien im Mai 1999 und erreichte Platz 38 der österreichischen Charts. Es blieb das einzige Album der Gruppe.

## Diskografie

### Alben
- 1999: Mind Your Make Up (Intercord, EMI Austria)

### Singles
- 1998: Make Up Your Mind (EMI Austria)
- 1998: Mother and Child
- 1999: Love You Today (EMI)
- 1999: Papa Chico (EMI)
- 1999: Sunshine

Die Single Mother and Child erschien auf mehreren Weihnachtssamplern, darunter Ö3 Christmas Hits Volume 2 (1998), Ö3 Christmas Hits Volume 2+ – Special Edition 2000 (2000) und Die Hit-Giganten – Weihnachten (2004).